# 보스니아 헤르체고비나의 호수 목록
보스니아 헤르체고비나의 자연 호수는 67.5 제곱킬로미터 (26.1 mi2)를 차지하며, 이는 보스니아 헤르체고비나 전체 면적의 0.12%를 약간 넘는다. 부슈코 블라토는 56.7 km2의 면적으로 가장 큰 호수이다. 블리디네 호수는 보스니아 헤르체고비나에서 가장 큰 자연 산악 호수로, 면적은 2.5 and 6 제곱킬로미터 (0.97 and 2.32 mi2) 사이이며, 부슈코 블라토 호수는 56.7 제곱킬로미터 (21.9 mi2)의 면적으로 보스니아 헤르체고비나에서 가장 큰 인공 저수지이다. 이 호수는 이전의 자연 늪 및 늪 시스템인 부슈코 블라토 습지의 물이 축적되어 만들어졌다. 모든 호수의 총 면적은 세계 평균의 1/10이다. 이 때문에 보스니아 헤르체고비나의 자연 호수는 경제적으로 중요하지 않다.
보스니아 헤르체고비나의 모든 자연 호수는 다른 유럽 호수와 달리 9000년보다 젊다. 이는 호수 퇴적물의 절대 연대 탐사 후 결론 내려졌다.
오래된 문헌에서는 보스니아 헤르체고비나의 산악 호수가 빙하 운동으로 인해 생성되었고, 하류 지역의 호수는 강 흐름과 빙하의 조합으로 생성되었다고 기록되어 있지만, 많은 다른 사실들은 간과되었다.
보스니아 헤르체고비나의 산악 지역에서는 축산업이 호수에 결정적인 영향을 미쳤다. 모든 목장에는 소에게 물을 주는 장소로 사용되는 호수가 있었다. 보스니아 헤르체고비나에 자연 호수가 없다면, 예를 들어 젤렌고라 산의 유고보 호수와 같은 인공 호수가 만들어졌다.
보스니아 헤르체고비나의 산악 호수와 달리, 플리브스코 호수는 탄산염 광물의 자연적인 화학적 침전물과 그 과정에서 형성되는 트라버틴 퇴적물로 만들어졌다. 이 호수들의 생존은 1960년대에 시작된 도시화로 인해 심하게 위협받고 있다.
후토보 블라토는 네레트바강 계곡에서 만들어졌으며 그 존재는 에너지와 개량 노력에 달려 있다. 보스니아 헤르체고비나의 자연 호수에 대한 어류학 연구는 1924년에 시작되었으며, 이 연구는 양어업을 위한 좋은 자연 및 생물학적 기회를 밝혀냈다.

## List of lakes
| 호수                                                              | 기원        | 지자체/마을/산                                  |
| ----------------------------------------------------------------- | ----------- | ----------------------------------------------- |
| 알라고바츠 호수                                                   | 자연        | 네베시네                                        |
| 발카나 호수                                                       | * 자연/인공 | 므르코니치 그라드                               |
| 바라 호수                                                         |             |                                                 |
| 바르다차 호수                                                     | 자연        | 스르바츠                                        |
| 바시고바치코 호수                                                 | 자연        | 지비니체                                        |
| 비옐로 호수                                                       | 자연        | 트레스카비차                                    |
| 비옐로 호수                                                       | 자연        | 젤렌고라                                        |
| 빌레치코 호수                                                     | 인공        | 빌레차                                          |
| 비스타라츠 호수                                                   | 자연        | 루카바츠                                        |
| 비옐로 보례 호수                                                  | 자연        | 비옐로 보례 - 바레시                            |
| 블라타치코 호수                                                   | 자연        | 코니치/비옐라슈니차                             |
| 블리디네 호수                                                     | * 자연/인공 | 토미슬라브그라드/포수셰, 브란산, 츠브르스니차산 |
| 보차츠 호수                                                       | 인공        | 보차츠                                          |
| 보라치코 호수                                                     | 자연        | 코니치/글라바티체보                             |
| 브레슈티차 호수                                                   | 자연        | 바노비치                                        |
| 북벤스코 호수                                                     |             |                                                 |
| 부사차 호수                                                       |             |                                                 |
| 부시야 호수                                                       | 자연        | 글라모치                                        |
| 부슈코 블라토                                                     | 인공        | 리브노                                          |
| 부짐스코 호수                                                     | 인공        | 부짐                                            |
| 츠르노 호수                                                       | 자연        | 트레스카비차                                    |
| 츠르노 호수                                                       | 자연        | 젤렌고라                                        |
| 츠르베냐크 호수                                                   | 자연        | 츠브르스니차                                    |
| 데란스코 호수                                                     | 자연        | 후토보 블라토                                   |
| 도녜 바레                                                         | 자연        | 젤렌고라                                        |
| 드레노바 호수                                                     | 인공        | 프르냐보르                                      |
| 드리옌 브렐로                                                     | 자연        | 후토보 블라토                                   |
| 고란스코 예제로                                                   | 인공        | 도보이                                          |
| 고르녜 바레                                                       | 자연        | 젤렌고라                                        |
| 그라보비치코 호수                                                 | 인공        | 야블라니차                                      |
| 그라호브치치 호수                                                 | * 인공/자연 | 트라브니크                                      |
| 그라젤리치 호수                                                   | 인공        | 울로그                                          |
| 구빈스코 호수                                                     |             |                                                 |
| 그보즈노 호수                                                     | 자연        | 울로그                                          |
| 하즈나 호수                                                       | 인공        | 그라다차츠                                      |
| 흐라스트 호수                                                     | 자연        | 글라모치                                        |
| 훔치 호수                                                         |             | 첼리치                                          |
| 이도바치코 호수                                                   | 자연        | 라두샤                                          |
| 이스포드 프르지차 말로 호수                                       | * 인공/자연 | 바레시                                          |
| 이스포드 프르지차 벨리코 호수                                     | * 인공/자연 | 바레시                                          |
| 야블라니치코 호수                                                 | 인공        | 야블라니차/코니치                               |
| 야시코바츠 호수                                                   | 자연        | 드르바르                                        |
| 옐림 호수                                                         | 자연        | 후토보 블라토                                   |
| 옐로바츠 호수                                                     |             |                                                 |
| 유고보 호수                                                       | 자연        | 젤렌고라                                        |
| 칼레모보 호수                                                     |             | 프로조르-라마, 900m 고도                        |
| 클라도폴스코 호수                                                 | 자연        | 젤렌고라                                        |
| 클리네 호수                                                       | 인공        | 가츠코                                          |
| 코틀라니치코 호수                                                 | 자연        | 젤렌고라                                        |
| 크레니차 호수                                                     | 자연        | 드리노바치코 들판                               |
| 쿠카비치코 호수                                                   | 자연        | 쿠프레스                                        |
| 크브르쿨랴 호수                                                   |             |                                                 |
| 라민치 호수                                                       | 자연        | 그라디슈카                                      |
| 립스코 호수                                                       | 인공        | 리브노                                          |
| 말리 루그                                                         | * 인공/자연 | 포이니차                                        |
| 말로 호수                                                         |             |                                                 |
| 말로 플리브스코 호수                                              | 자연        | 야이체                                          |
| 만데크 호수                                                       | 인공        | 리브노                                          |
| 메즈그라야 호수                                                   | * 인공/자연 | 우글레비크                                      |
| 미이노 호수                                                       |             |                                                 |
| 믈라도 호수                                                       | * 인공/자연 | 카카니                                          |
| 모드라치코 호수                                                   | 인공        | 루카바츠                                        |
| 모스타르스코 호수                                                 | 인공        | 모스타르                                        |
| 누가 호수                                                         | 인공        | 티할리나                                        |
| 오라흐 호수                                                       | 자연        | 후토보 블라토                                   |
| 오를로보 호수                                                     |             | 오즈렌                                          |
| 올리치코 호수                                                     |             |                                                 |
| 오파치치코 호수                                                   | 자연        | 글라모치                                        |
| 오를로바치코 호수                                                 | 자연        | 젤렌고라                                        |
| 파논스코 호수                                                     | 인공        | 투즐라                                          |
| 파셰 호수                                                         |             |                                                 |
| 파우치코 호수                                                     | * 자연/인공 | 클라다니                                        |
| 펠라기체보 호수                                                   | * 인공/자연 | 펠라기체보                                      |
| 페루차치코 호수                                                   | 인공        | 페루차츠                                        |
| 피야비치코 호수                                                   |             |                                                 |
| 플라트노 호수                                                     | 자연        | 트레스카비차, 벨리코 호수 위                    |
| 포포바차 호수                                                     |             |                                                 |
| 프레오다치코 호수                                                 | 인공        | 드르바르                                        |
| 프로코슈코 호수                                                   | 자연        | 브라니차                                        |
| 라도반 호수                                                       | 인공        | 고르니 바쿠프                                   |
| 람스코 호수                                                       | 인공        | 프로조르                                        |
| 라미치코 호수                                                     | 자연        | 바노비치                                        |
| 라스티체프스코 호수                                               | 자연        | 쿠프레스                                        |
| 살라코바치코 호수                                                 | 인공        | 모스타르/살라코바츠                             |
| 스니예주니차                                                      | 인공        | 스니예주니차, 테오차크                          |
| 스타라차 호수                                                     |             |                                                 |
| 샤토르스코 호수                                                   | 자연        | 샤토르                                          |
| 시치키 브로드 호수                                                | * 인공/자연 | 시치키 브로드                                   |
| 슈크르카 호수                                                     | 자연        | 후토보 블라토                                   |
| 슈티린스코 호수 (세르비아어: Штиринско Језеро / Štirinsko Jezero) | 자연        | 젤렌고라                                        |
| 트레비니스코 호수                                                 | 인공        | 트레비네                                        |
| 트리비스토보 호수                                                 | 인공        | 포수셰                                          |
| 투랴차 호수                                                       | 자연        | 쿠프레스                                        |
| 울로슈코 호수 (일명 츠르반스코 호수)                              | 자연        | 울로그                                          |
| 바레시 호수                                                       | * 인공/자연 | 바레시                                          |
| 벨레시 호수                                                       |             | 벨레시                                          |
| 벨리키 루그                                                       | * 인공/자연 | 포이니차                                        |
| 벨리코 호수                                                       | 자연        | 트레스카비차                                    |
| 벨리코 플리브스코 호수                                            | * 자연/인공 | 야이체                                          |
| 비다라 호수                                                       | 인공        | 그라다차츠                                      |
| 비예나츠 호수                                                     | * 자연/인공 | 바노비치                                        |
| 비셰그라드스코 호수                                               |             | 비셰그라드                                      |
| 브르틀리슈코 호수                                                 | * 인공/자연 | 카카니                                          |
| 브루타크 호수                                                     | 인공        | 후토보                                          |
| 자나소비치 호수                                                   | * 인공/자연 | 부고이노                                        |
| 자바르 호수                                                       | 자연        | 펠라기체보                                      |
| 즈보르니치코 호수                                                 | 인공        | 즈보르니크                                      |
| 주드리마치코 호수                                                 |             | 고르니 바쿠프                                   |
| 주피차 호수, 일명 프레카이스코 호수                               | 인공        | 드르바르                                        |

- * 인공/자연 - 나중에 지하 우물물로 채워진 폐광산 수갱;
- * 자연/인공 - 자연적으로 기원하였으나 후에 물의 양을 조절하거나 깊이를 늘리거나 주변 환경을 정비하는 작업이 이루어짐.

## 같이 보기
- 호수 목록
- 보스니아 헤르체고비나의 강 목록